# Укроптбакалія
ПАТ «Укроптбакалія» — українська компанія, що випускає спеції та харчові добавки під ТМ "Мрія". Виробництво розташоване у Чернігові . 

## Історія
Підприємство засноване в 1996 році. У 2010 році було оновлено обладнання і приміщення, запущено нову лінію із фасування спецій. Продукція фасується на чеському обладнанні, за виключенням спецій і приправ, що фасуються на італійському устаткуванні. "Ми працюємо за європейськими стандартами, використовуємо інноваційні технології в усьому, тому наша продукція — завжди на рівні, якісна та безпечна" . 

## Власники і керівництво
У різні часи компанію очолювали:
- Тимошко Олександр Володимирович (2009)[3];
- Сулима Іван Любомирович (2010)[7];
- Стахов Юрій Вячеславович (2012)[2].

## Торгові марки
Товари випускаються під торговою маркою «Мрія». Раніше "Gostro". 

## Поширення продукції
Компанія має представників у більшості обласних центрів. Офіційним дистриб'ютором є ТОВ «РОШЕН-ТРЕЙД», який, крім того, ще й представляє продукцію кондитерської фабрики «Рошен».